# Благајна
Благајна или ризница у најширем смислу означава сваки простор који је одређен за чување односно складиштење новца и одговарајућих драгоцености. Особа која је у некој институцији овлашћена да води благајну, односно из ње узима и у њу складишти новац, назива се благајник. Благајна (ризница) је посебно одељење или место у предузећу преко којег се обавља благајничко пословање, односно уплаћује и исплаћује готов новац. Она мора да буде заштићена како би се обезбедила сигурност руковања готовинским новцем. За чување новца постоје специјалне касе које имају сигурносне браве. За откључавање и закључавање касе користе се два различита кључа. Лица којима су поверени кључеви називају се сукључарима. Један од њих је обавезно благајник. Дупликати кључева се чувају посебно.